# Child Abduction Is Not Funny
Child Abduction Is Not Funny is aflevering 90 (#611) van de animatieserie South Park. In Amerika werd de aflevering voor het eerst uitgezonden op 24 juli 2002.

## Verhaal
De ouders in South Park raken bezorgd over hun kinderen als ze al het nieuws over schietpartijen op scholen, terroristische acties en ontvoeringen. Vooral Tweek wordt bang van alle nieuwsberichten en zijn ouders maken bijna een gevangenis van het huis door overal sloten op de plaatsen.
Als er ook in South Park een ontvoerder toeslaat krijgen alle kinderen een speciale helm - een Kindertraceerder, zodat hun ouders precies hun locatie (tot op 2 meter) kunnen weten. Ook vragen ze de aan de Chinese eigenaar van de City Wok, Tuong Lu Kim, om een muur om South Park heen te bouwen, het muren bouwen zit hem immers in het bloed.
Met tegenzin begint de Chinees aan het bouwen van de muur. Als hij hem bijna afheeft, worden hij en de muur zonder reden aangevallen door Mongolen, ze vernielen de muur en gaan weg als Meneer Kim ze met stenen begint te bekogelen. De hele aflevering komen de Mongolen terug en telkens zijn ze Kim te slim af, zo maken ze bijvoorbeeld een Trojaans paard.
Als in een nieuwsbericht wordt verteld dat de ontvoerders van kinderen meestal bekenden zijn, vertrouwen de ouders niemand meer. En als blijkt dat 9 op de 10 keer de ouder zélf de ontvoerder is, besluiten alle ouders hun kinderen op straat te zetten.
De ouders zijn benieuwd hoe het met hun kinderen gaat, ze blijken bij de Mongolen te zijn gaan wonen. De ouders weerzien hun kinderen en nemen ze terug in huis. Iedereen leert dat men elkaar moet vertrouwen. Burgemeester McDaniels geeft een gefrustreerde Kim de opdracht de muur af te breken.